# Bhutanitis
Genre
Le genre Bhutanitis regroupe des papillons appartenant à la famille des Papilionidae et à la sous-famille des Parnassiinae.

## Dénomination
Le nom Bhutanitis leur a été donné par William Stephen Atkinson en 1873.

## Caractéristiques communes
Les plantes hôtes de leurs larves sont des aristoloches.
Ils résident en Asie, sur une zone restreinte, dans le nord de l'Inde, au Bhoutan, au Tibet, dans l'ouest de la Chine et dans le nord de la Thaïlande.

## Liste des espèces
- Bhutanitis lidderdalii Atkinson, 1873.Présent au Bhoutan, dans le nord de l'Inde et l'ouest de la Chine.
  - Bhutanitis lidderdalii lidderdalii
  - Bhutanitis lidderdalii ocellatomaculata Igarashi, 1979 ; dans le nord de la Thaïlande.
  - Bhutanitis lidderdalii spinosa dans le sud-ouest de la Chine.
- Bhutanitis ludlowi Gabriel, 1942; au Bhoutan.
- Bhutanitis mansfieldi (Riley, 1939) ; au Bhoutan.
  - Bhutanitis mansfieldi pulchristriata Saigusa et Lee, 1982 ;
- Bhutanitis nigrilima Chou ;
- Bhutanitis thaidina (Blanchard, 1871); au Tibet et en Chine.
  - Bhutanitis thaidina thaidina
  - Bhutanitis thaidina dongchuanensis Lee ;
- Bhutanitis yulongensis Chou ;